# Yui Hamamoto
Yui Hamamoto (japanisch 浜本由惟 Hamamoto Yui; * 28. Juli 1998 in Osaka) ist eine österreichische Tischtennisspielerin japanischer Herkunft. Mit dem japanischen Team errang sie 2016 bei der Weltmeisterschaft in Kuala Lumpur die Silbermedaille.

## Werdegang
Hamamoto besuchte ein Sportinternat in Japan und war für ihr Land schon früh sehr erfolgreich. So erreichte sie schon 2012 bei den Jugend-Japanmeisterschaften das Finale und gewann dort am Ende Silber. Bei den Junior Korea und Cadet Open holte sie sogar Gold. 2015 siegte sie bei den U21-Swedish Open und kletterte mit diesen Erfolgen in der Weltrangliste über 30 Plätze. Im selben Jahr wurde Hamamoto Zweite bei den World Tour Grand Finals, wo sie ebenfalls im U21-Wettbewerb antrat.
Von 2015 bis 2017 spielte sie in der deutschen Bundesliga beim Verein ttc berlin eastside.
Ihr letztes Turnier für Japan waren die Thailand Open im Mai 2018, seit den China Open im Mai/Juni 2019 tritt sie international für Österreich an.

## Erfolge
- 2012 Japanmeisterschaften – Zweite im Einzel (Jugend)
- 2013 Korea und Cadet Open – Zweite im Einzel (Jugend)
- 2015 Swedish Open – Gewinnerin im U-21 Wettbewerb
- 2015 World Tour Grand Finals – Zweite im U21-Wettbewerb
- 2015 Korea Open – U21-Gewinnerin im Einzel
- 2016 Japanmeisterschaften – Gewinnerin (Jugend)
- 2016 Team-Weltmeisterschaft – Zweite mit dem Team
- 2016 Pro Tour Grand Final – Gewinnerin im Doppel und Dritte im Einzel (U21)

## Sonstiges
Hamamoto ist Butterfly-Vertragsspielerin.

## Turnierergebnisse
| Verband | Veranstaltung                 | Land | Ort       | Kategorie | Ergebnis | Jahr |
| ------- | ----------------------------- | ---- | --------- | --------- | -------- | ---- |
| JPN     | Japanmeisterschaften (Jugend) | JPN  | Tokio     | Einzel    | Silber   | 2012 |
| JPN     | Korea & Cadet Open (Jugend)   | KOR  | Incheon   | Einzel    | Silber   | 2013 |
| JPN     | Swedish Open (U21)            | SWE  | Stockholm | Einzel    | Gold     | 2015 |
| JPN     | World Tour Grand Finals (U21) | RUS  | Moskau    | Einzel    | Gold     | 2015 |
| JPN     | Korea Open (U21)              | KOR  | Incheon   | Einzel    | Gold     | 2015 |